# アニナビ☆イレブン!
『アニナビ☆イレブン!』は、BS11でクールごとに放送されているアニメ系の情報番組、番宣番組。
略称は「アニナビ」。

## 概要
改編期を経て、BS11で新たに放送を開始するテレビアニメ番組の情報を提供するナビゲート番組。
制作は『アニゲー☆イレブン!』と同様。
前編は、月曜から木曜のアニメ紹介、後編は、金曜から日曜のアニメと『アニゲー☆イレブン!』、『Anison Days』の紹介という構成になっている。
新型コロナウィルスによる延期を理由に作品不良となった2020年春と夏は放送休止となった。

## 放送日時
| 放送回       | 放送回   | 放送日時 | 作品数   |
| ------------ | -------- | --- | -------- |
| 2017秋       | 前編     | 2017年9月29日 金曜 0:00 - 0:30 2017年10月2日 月曜 0:00 - 0:30（再） | 18本     |
| 2017秋       | 後編     | 2017年9月29日 金曜 23:30 - 24:00 2017年10月2日 月曜 00:30 - 1:00（再） | 20本     |
| 2018冬       | 前編     | 2017年12月29日 金曜 0:00 - 0:30 2017年12月30日 土曜 0:30 - 1:00（再） | 17本     |
| 2018冬       | 後編     | 2017年12月29日 金曜 0:30 - 1:00 2017年12月30日 土曜 1:00 - 1:30（再） | 22本     |
| 2018春       | 前編     | 2018年3月30日 金曜 23:30 - 24:00 | ?本      |
| 2018春       | 後編     | 2018年3月31日 土曜 1:00 - 1:30 | 19本     |
| 2018夏       | 前編     | 2018年6月28日 木曜 23:30 -24:00 2018年6月30日 土曜 0:30 - 1:00（再） 2018年7月2日 月曜 0:30 - 1:00（再） | ?本      |
| 2018夏       | 後編     | 2018年6月29日 金曜 0:30 - 1:00 2018年7月1日 日曜 3:00 - 3:30（再） 2018年7月2日 月曜 1:00 - 1:30（再） | ?本      |
| 2018秋       | 前編     | 2018年9月30日 日曜 1:00 - 1:30 2018年10月2日 火曜 1:00 - 1:30（再） | ?本      |
| 2018秋       | 後編     | 2018年9月30日 日曜 1:30 - 2:00 2018年10月2日 火曜 1:00 - 1:30（再） | ?本      |
| 2019冬       | 前編     | 2018年12月26日 水曜 1:00 - 1:30 | ?本      |
| 2019冬       | 後編     | 2018年12月28日 金曜 0:30 - 1:00 | ?本      |
| 2019春       | 前編     | 2019年3月28日 木曜 23:00 - 23:30 2019年4月4日 木曜 23:30 - 24:00（再） 2019年4月5日 金曜 23:00 - 23:30（再） | ?本      |
| 2019春       | 後編     | 2019年4月1日 月曜 0:00 - 0:30 2019年4月5日 金曜 0:30 - 1:00（再） 2019年4月5日 金曜 23:30 - 24:00（再） | ?本      |
| 2019夏       | 前編     | 2019年7月1日 月曜 0:00 - 0:30 2019年7月1日 月曜 1:00 - 1:30（再） 2019年7月2日 火曜 0:00 - 0:30（再） 2019年7月4日 木曜 0:00 - 0:30（再） | ?本      |
| 2019夏       | 後編     | 2019年7月1日 月曜0:30 - 1:00 2019年7月1日 月曜 1:30 - 2:00（再） 2019年7月2日 火曜 0:00 - 0:30（再） 2019年7月6日 土曜 1:00 - 0:30（再） | ?本      |
| 2019秋       | 前編     | 2019年9月29日 日曜 23:30 - 24:00 2019年10月2日 水曜 1:00 - 1:30（再） | ?本      |
| 2019秋       | 後編     | 2019年9月30日 月曜 0:00 - 0:30 2019年10月3日 木曜 0:00 - 0:30（再） | ?本      |
| 2020冬       | 前編     | 2019年12月27日 金曜 23:00 - 23:30 2019年12月30日 月曜 23:00 - 23:30（再） 2020年1月2日 木曜 23:00 - 23:30（再） | ?本      |
| 2020冬       | 後編     | 2019年12月27日 金曜 23:30 - 24:00 2019年12月31日 火曜 1:00 - 1:30（再） 2020年1月2日 木曜 23:30 - 3日 0:00（再） | ?本      |
| 2020春       | 放送無し | 放送無し | 放送無し |
| 2020夏       | 放送無し | 放送無し | 放送無し |
| 2020秋       | 前編     | 2020年9月28日 月曜 0:00 - 0:30 2020年9月29日 火曜 1:00 - 1:30（再） 2020年10月2日 金曜 23:30 - 24:00（再） | 19本     |
| 2020秋       | 後編     | 2020年9月28日 月曜 0:30 - 1:00 2020年10月1日 木曜 0:00 - 0:30（再） 2020年10月3日 土曜 1:00 - 1:30（再） | 25本     |
| 2021冬       | 前編     | 2020年12月28日 月曜 23:30 - 24:00 2020年12月31日 木曜 0:00 - 0:30（再） 2021年1月1日 金曜 22:00 - 22:30（再） 2021年1月3日 日曜 0:45 - 1:15（再） | 20本     |
| 2021冬       | 後編     | 2020年12月29日 火曜 1:00 - 1:30 2020年12月31日 木曜 1:00 - 1:30（再） 2021年1月1日 金曜 22:30 - 23:00（再） 2021年1月3日 日曜 1:15-1:45（再） | 25本     |
| 2021春       | 前編     | 2021年3月29日 月曜 23:00 - 23:30 2021年4月1日 木曜 23:00 - 23:30（再） 2021年4月3日 土曜 0:30 - 1:00（再） | 17本     |
| 2021春       | 後編     | 2021年3月30日 火曜 0:30 - 1:00 2021年4月2日 金曜 23:00 - 23:30（再） 2021年4月3日 土曜 1:30 - 2:00（再） | 28本     |
| 2021夏       | 前編     | 2021年6月25日 金曜 23:30 - 24:00 2021年6月28日 月曜 23:00 - 23:30（再） 2021年6月29日 火曜 1:00 - 1:30（再） 2021年7月1日 木曜 1:00 - 1:30（再） | 19本     |
| 2021夏       | 後編     | 2021年6月27日 日曜 0:00 - 0:30 2021年6月29日 火曜 0:30 - 1:00（再） 2021年7月1日 木曜 0:00 - 0:30（再） 2021年7月1日 木曜 23:30 - 24:00（再） | 28本     |
| 2021秋       | 前編     | 2021年9月25日 土曜 22:00 - 22:30 2021年9月28日 火曜 0:30 - 1:00（再） 2021年10月1日 金曜 23:30 - 2:00（再） 2021年10月5日 火曜 0:00 - 0:30（再） | 18本     |
| 2021秋       | 後編     | 2021年9月26日 日曜 23:30 - 27日 0:00 2021年9月30日 水曜 1:00 - 1:30（再） 2021年10月2日 土曜 1:00 - 1:30（再） | 29本     |
| 2022冬       | 前編     | 2021年12月27日 月曜 23:30 - 28日 0:00 2021年12月30日 木曜 1:00 - 1:30（再） 2022年1月1日 土曜 22:00 - 22:30（再） 2022年1月3日 月曜 0:00 - 0:30（再） 2022年1月3日 月曜 23:00 - 23:30（再） 2022年1月4日 火曜 0:00 - 0:30（再） 2022年1月5日 水曜 0:00 - 0:30（再） 2022年1月6日 木曜 22:30 - 23:00（再） | 18本     |
| 2022冬       | 後編     | 2021年12月30日 木曜 0:00 - 0:30 2021年12月30日 木曜 22:30 - 23:00（再） 2022年1月1日 土曜 22:30 - 23:00（再） 2022年1月3日 月曜 0:30 - 1:00（再） 2022年1月3日 月曜 23:30 - 24:00（再） 2022年1月4日 火曜 0:30 - 1:00（再） 2022年1月5日 水曜 0:30 - 1:00（再） 2022年1月7日 金曜 1:00 - 1:30（再）       | 28本     |
| 2022春       | 前編     | 2022年3月27日 日曜 23:30 - 24:00 2022年3月31日 木曜 23:00 - 23:30（再） 2022年4月1日 金曜 23:30 - 24:00（再） 2022年4月4日 月曜 0:30 - 1:00（再） | 17本     |
| 2022春       | 後編     | 2022年3月31日 木曜 1:00 - 1:30 2022年4月1日 金曜 23:00 - 23:30（再） 2022年4月2日 土曜 1:00 - 1:30（再） | 27本     |
| 2022夏       | 前編     | 2022年6月27日 月曜 23:00 - 23:30 2022年6月28日 火曜 0:30 - 1:00（再） 2022年7月2日 土曜 0:30 - 1:00（再） 2022年7月4日 月曜 0:30 - 1:00（再） | ?本      |
| 2022夏       | 後編     | 2022年6月28日 火曜 0:00 - 0:30 2022年7月1日 金曜 1:00 - 1:30（再） 2022年7月2日 土曜 1:00 - 1:30（再） | ?本      |
| 2022年秋     | 前編     | 2022年9月木曜 28日 0:00 - 0:30 | ?本      |
| 2022年秋     | 後編     | 2022年9月 金曜 28日 1:00 - 1:30 | ?本      |
| 2023年冬     | 前編     | 2022年12月27日 火曜 0:30 - 1:00 2022年12月28日 水曜 0:30 - 1:00（再） 2022年12月29日 木曜 22:30 - 23:00（再） 2022年12月30日 金曜 0:00 - 0:30（再） 2022年12月31日 土曜 1:30 - 2:00（再） 2022年1月3日 火曜 1:00 - 1:30（再） 2023年1月4日 水曜 0:00 - 0:30（再）                                         | ?本      |
| 2023年冬     | 後編     | 2022年12月28日 水曜 1:00 - 1:30 2022年12月29日 木曜 1:30 - 2:00（再） 2022年12月29日 金曜 23:00 - 23:30（再） 2022年12月30日 土曜 0:30 - 1:00（再） 2022年1月3日 火曜 1:30 - 2:00（再） 2023年1月4日 水曜 0:30 - 1:00（再）                                                                               | ?本      |
| お正月特別版 | Part1    | 2023年1月1日 月曜 19:45 - 20:00 | ?本      |
| お正月特別版 | Part2    | 2023年1月1日 月曜 21:45 - 22:00 | ?本      |
| 2023年春     | 前編     | 2023年3月30日 木曜 0:00 - 0:30 | ?本      |
| 2023年春     | 後編     | 2023年3月30日 木曜 1:00 - 1:30 | ?本      |
| 2023年夏     | 前編     | 2023年6月28日 水曜 0:30 - 1:00 | ?本      |
| 2023年夏     | 後編     | 2023年6月28日 水曜 1:00 - 1:30 | ?本      |
| 2023年秋     | 前編     | 2023年9月26日 火曜 0:00 - 0:30 2023年9月27日 水曜 0:30 - 1:00（再） 2023年9月28日 木曜 11:00 - 11:30（再） 2023年9月30日 土曜 1:30 - 2:00（再） 2023年10月2日 月曜 0:30 - 1:00（再） 2023年10月3日 火曜 0:00 - 1:00（再）                                                                                 | 12本     |
| 2023年秋     | 後編     | 2023年9月26日 火曜 1:30 - 2:00 2023年9月27日 水曜 1:00 - 1:30（再） 2023年9月29日 金曜 0:30 - 1:00（再） 2023年10月1日 日曜 11:30 - 0:00（再） 2023年10月2日 月曜 1:00 - 11:30（再） | 18本     |
| 2024年冬     | 前編     | 2023年12月25日 月曜 1:00 - 1:30 2023年12月26日 火曜 0:30 - 1:00（再） 2023年12月28日 木曜 23:30 - 24:00（再） 2023年12月29日 金曜 1:30 - 2:00（再） 2023年12月30日 土曜 1:00 - 1:30（再） 2023年12月31日 日曜 0:00 - 0:30（再） 2023年12月31日 日曜 1:00 - 1:30（再）                                     | ?本      |
| 2024年冬     | 後編     | 2023年12月25日 月曜 1:30 - 2:00 2023年12月27日 水曜 1:30 - 2:00（再） 2023年12月28日 木曜 0:00 - 0:30（再） 2023年12月29日 金曜 3:00 - 3:30（再） 2023年12月30日 土曜 1:30 - 2:00（再） 2023年12月31日 日曜 0:30 - 1:00（再） 2024年1月3日 水曜 0:30 - 1:00（再） 2024年1月5日 金曜 23:30 - 24:00（再）   | ?本      |

## 紹介された作品
再放送を含む放送されるアニメ全作品。
前編は月曜〜木曜、後編は金曜〜日曜に放送されるアニメ全作品を紹介。